# آرمونگیا
آرمونگیا (به ایتالیایی: Armungia) یک کومونه در ایتالیا است که در استان کالیاری واقع شده‌است.

## خصوصیات
آرمونگیا ۵۴٫۶ کیلومترمربع مساحت و ۵۰۰ نفر جمعیت دارد و ۳۶۶ متر بالاتر از سطح دریا واقع شده‌است.

## خواهرخوانده
شهرهای Sinnai و تمپیو پاوزانیا خواهرخوانده‌های آرمونگیا هستند.